# 안양중학교
안양중학교(安養中學校)는 대한민국 경기도 안양시 만안구 석수동에 위치한 공립 중학교이다.

## 학교 연혁
- 1947년 7월 14일 : 재단법인 시흥학원 안양중학교 인가
- 1947년 7월 14일 : 초대 유병민 교장 취임
- 1948년 3월 15일 : 안양중학교 개교
- 1949년 1월 20일 : 안양중학교(공립) 6년제 인가
- 1952년 8월 31일 : 학제 개편으로 안양중학교 및 안양 공업고등학교로 분리
- 1987년 9월 1일 : 안양시 석수3동 752 신축교사로 이전
- 1988년 3월 1일 : 32학급 편성(특수학급 1학급 포함)
- 2008년 3월 1일 : 남녀공학 전환
- 2018년 3월 1일 : 혁신학교 신규 지정(4년)
- 2022년 3월 1일 : 혁신학교 재지정(4년)
- 2024년 1월 10일 : 제74회 졸업 143명 (누계 30,475명)
- 2024년 3월 1일 : 제27대 이옥재 교장 취임
- 2024년 3월 4일 : 신입생 입학(5학급 134명)

## 참고 자료
- 안양중학교 - 한국교육학술정보원 학교알리미